# Michaił Triepaszkin
Michaił Iwanowicz Triepaszkin (ros Михаи́л Ива́нович Трепа́шкин, ur. 7 kwietnia 1957 w Moskwie) – prawnik i były oficer FSB. Po zamachach bombowych z września 1999 roku został zaproszony przez posła Siergieja Kowalowa do współpracy w niezależnym śledztwie. Zamachy, których dotyczyło śledztwo, sprowokowały drugą wojnę czeczeńską i znacznie podniosły popularność Władimira Putina, umożliwiając mu dojście do władzy.
Śledztwo nie przyniosło rezultatów ze względu na działania rządu. Później Triepaszkin został wynajęty przez dwie siostry, których matka zginęła w zamachu, aby reprezentować je w procesie dwóch rosyjskich muzułmanów oskarżonych o transportowanie ładunków wybuchowych przed zamachem.
Podczas przygotowywania się do procesu Triepaszkin odkrył ślad tajemniczego podejrzanego, którego rysopis zniknął z dokumentów. Ku jemu zdziwieniu okazało się, że mężczyzna ten był jednym z jego dawnych kolegów z FSB. Znalazł również świadka, który twierdził, że dowody zostały spreparowane, by odsunąć podejrzenia od FSB.
Jednakże Michaił Triepaszkin nigdy nie zdołał ogłosić swoich odkryć. 22 października 2003 roku, na tydzień przed przesłuchaniami, do jego samochodu rzekomo podrzucono broń i został on aresztowany. Tuż przed swoim aresztowaniem udało mu się opowiedzieć swoją historię moskiewskiemu dziennikarzowi.
Zarzut posiadania broni został odrzucony przez Moskiewski Sąd Apelacyjny, ale Trepaszkin został skazany tajnym wyrokiem sądu wojskowego za „lata ujawniania tajemnic państwowych”.
We wrześniu 2005 roku, po odbyciu dwóch lat ze swojego wyroku, Triepaszkin został zwolniony warunkowo, tylko po to, by dwa tygodnie później zostać ponownie aresztowanym, gdy państwo wniosło apelację w sprawie jego zwolnienia.
Sprawa Michaiła Triepaszkina zwróciła uwagę zachodniej prasy, wywołała wrzawę wśród aktywistów praw człowieka, została zarejestrowana przez Amnesty International, wspomniana przez Departament Stanu USA i przedstawiona w często nagradzanym filmie dokumentalnym Niedowierzanie Andrieja Niekrasowa.
Na początku lutego 2007 roku jego sprawa ponownie zwróciła uwagę opinii publicznej za sprawą decyzji przeniesienia go do kolonii karnej o zaostrzonym rygorze, pomimo raportów wskazujących na ciężki stan zdrowia. Wywołało to reakcje obrońców praw człowieka i Amnesty International.